# Páli Szent Vincéről nevezett Szatmári Irgalmas Nővérek
A Páli Szent Vincéről nevezett Szatmári Irgalmas Nővérek (Sorores Misericordiae a Sancto Vincentio - Satmariensium) egyike a magyar alapítású szerzetesrendeknek és kongregációknak. Hám János szatmári püspök alapította 1842-ben.

## A rend eredete

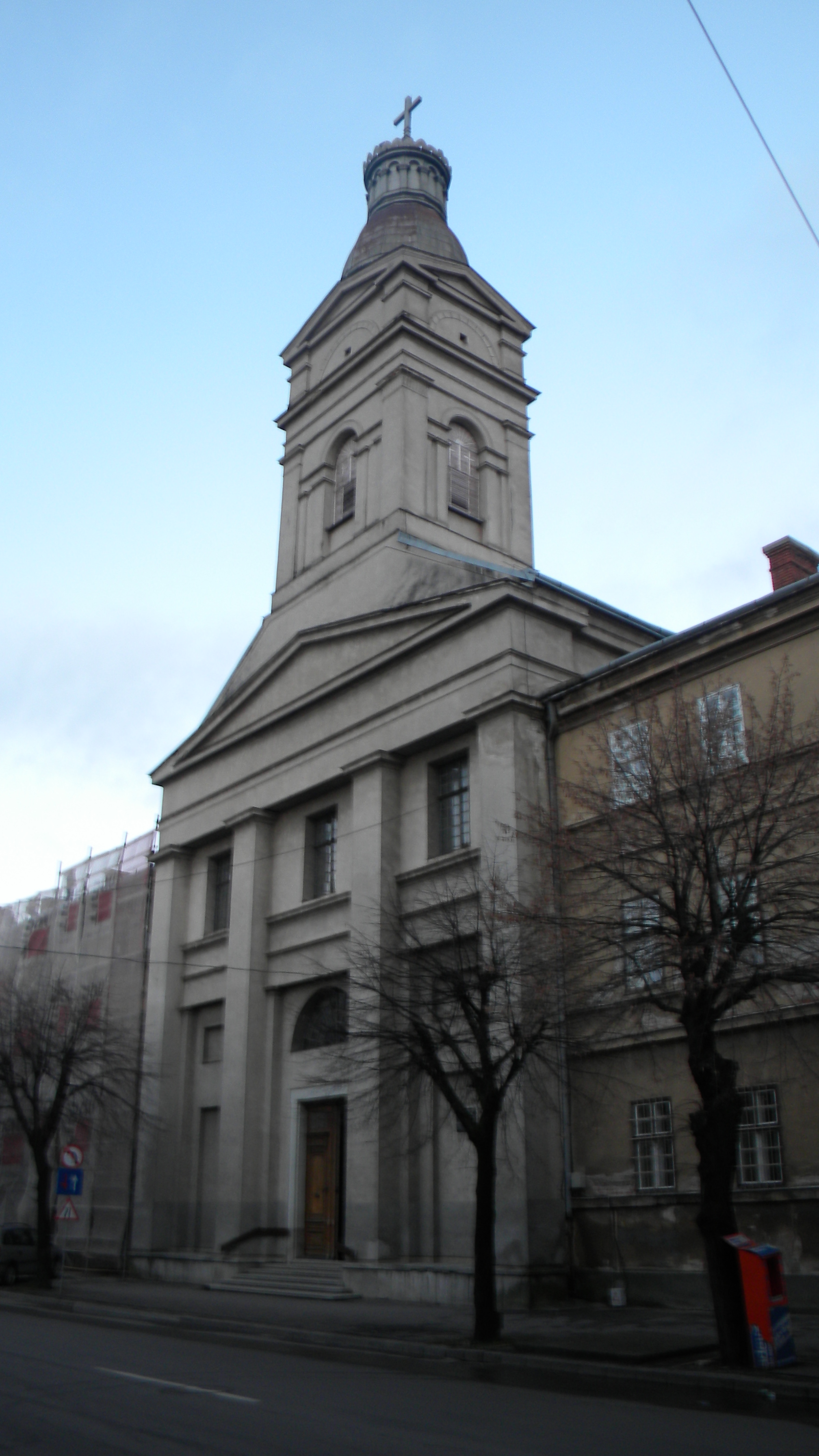
A Szatmári Irgalmas Nővérek zárdatemploma Szatmárnémetiben, az egykori anyaház épületegyüttesében

A Szatmári Irgalmas Nővérek a Páli Szent Vincéről nevezett Bécsi (Gumpensdorfi) Irgalmas Nővérek rendjéből származik.
Az irgalmas rendek általában szociális, gyógyító és tanító rendek (mint pl. Istenes Jánosról nevezett Irgalmas Testvérek rendje).
A Páli Szent Vincéről nevezett Szatmári Irgalmas Nővérek a Szent által kidolgozott rendszabályzatot használják. Még jóval szatmári letelepedésük előtt, Németországban vették azt át és nevüket is ott változtatták meg Szent Pál Leányairól a Páli Szent Vincéről nevezett Irgalmas Nővérekre. Zamsba, Bécsbe és Szatmárra már így érkeztek: Szent Vince lelkiségében élve és rendszabályzatát követve.
Hivatásuk szerint beteg- és szegénygondozást vállalnak, árvaházi munkát, oktató-nevelő munkát (hitoktatás) és lelkipásztori kisegítő munkát (sokszínű programok a plébánián).
Mivel munkájuk erős igénybevétellel jár és teljes embert igényel, nem tesznek egyből végleges fogadalmat: jelöltidő min.1-max.2 év, noviciátus 2 év, juniorátus - az első fogadalomtól az örök fogadalomig. A novícia, miután túl van jelöltévein, háromszor csak egyéves fogadalmat tesz, és csak negyedik alkalommal tesz örökös fogadalmat. Ez alatt kipróbálhatja, tud-e egyáltalán irgalmas nővérként élni, vállalni ennek az életformának minden nehézségét.
Ez a Szatmári Irgalmas Nővéreknél némileg módosult: 6 év ideiglenes fogadalom.
A rend 1852 óta jelen van Magyarországon is. A Szatmári Irgalmas Nővérektől független rendként működik tovább.

## Alapítása
Hám János püspök külföldön ismerkedett meg az Irgalmas Nővérekkel. Bécsben látott először irgalmas rendi nővéreket, akik egy strasbourgi kongregációhoz tartoztak. Hozzájuk küldte ki szerzetesi kiképzésre azokat a magyar leányokat, akikkel aztán, visszatérésük után 1842-ben Szatmárnémetiben megalapította a Szatmári Irgalmas Nővérek kongregációját.
A zárdatemplom munkálataival Hám Gonzeczky Jánost bízta meg, akinek munkásságára egy márványtáblával is emlékezett az utókor.

## Regulájuk
Páli Szent Vince reguláját követik (ez a róla nevezett irgalmasok általános regulája).

## Képzésük
- Egy év jelöltidő
- Két év noviciátus
- Hat év ideiglenes fogadalom
- Végül: örök fogadalom

## Fogadalmuk
Hármas fogadalom:
- Tisztaság (szüzesség).
- Szegénység (nincs saját vagyonuk).
- Engedelmesség (Istennel és feljebbvalóikkal szemben).

## Feladataik
A Szatmári Irgalmas Nővérek megtartották az irgalmas nővérek korábbi feladatköreit, de mellette tanító rendként is működtek. Szatmárnémetiben lévő hatalmas zárdájuk mellett - mely egyben a központi ház is volt - nagy leánygimnáziumot létesítettek, a kis zárdának nevezett épületükben árvaházat tartottak fenn, de végeztek gyógyító munkát, szegénygondozást és börtönpasztorációt is.

## Szerveződésük, tartományaik
Hamarosan rendkívül népessé vált a rend. Eltértek az irgalmas nővérek korábbi szokásaitól, és nagy közösségekben működtek (nagyon hatékonyan).
Rövidesen úgy megerősödtek, hogy kínai missziót is alapítottak, mely külön tartománnyá nőtte ki magát.
A rend központi háza az anyaház volt Szatmárnémetiben. Itt volt a rend mindenkori általános főnöknője is. Négy tartományuk volt, külön tartományi rendfőnökkel:
- a magyarországi rendtartomány - Esztergom tartományközponttal.
- az erdélyi rendtartomány - Gyulafehérvár tartományközponttal.
- a szlovákiai rendtartomány - Rózsahegy tartományközponttal.
- a kínai rendtartomány - Paoking tartományközponttal.

A négy tartományban összesen 80 rendházuk és számos más intézményük volt. A legnépesebb az erdélyi tartomány volt, de a magyarországi tartományban is 600 nővér élt és dolgozott 23 intézményben.
A kommunizmus alatt felszámolták a rendet. Egyedül Szlovákiában maradhatott meg bizonyos korlátozások mellett. Itt tovább folyt a munka és a hitélet, valamint az utánpótlás biztosítása.
Ezért ma a szlovákiai tartomány a legnagyobb, legerősebb és legnépesebb tartománya a rendnek.

## Újjáalakulásuk

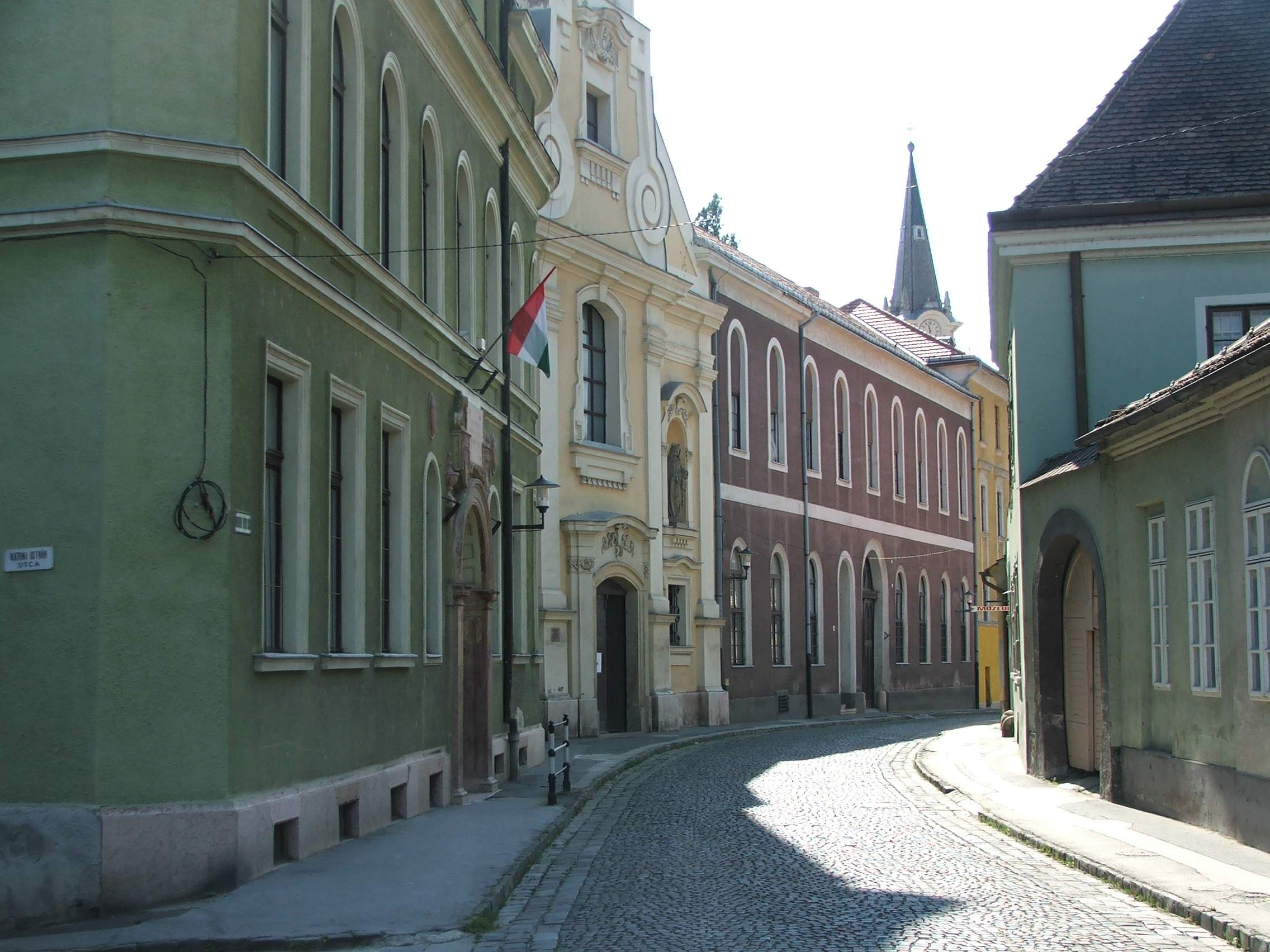
A magyarországi tartományfőnökség, Esztergom

A rendszerváltás után újjáalakult a rend Magyarországon és Romániában is. A kínai tartomány részint felszámolódott, részint önállósult, részint más rendhez csatlakozott.
Összegyűjtötték a még élő idős nővéreket, akik közül sokan csak novíciák voltak valójában az államosítás előtt. Őket, hogy apácaként megmaradjanak, az államosítás gyakorlati megvalósításának előestéjén az éj leple alatt szentelték fel a zárdatemplomokban, hogy felszentelt szerzetesnőként kezdhessék meg nehéz életüket a kommunizmus alatt.
Új novíciákat vettek fel és újraalapították a legfontosabb házaikat.
Magyarországon Pusztaszabolcs és Diósd plébániáján kezdődött az újraszervezés. Áldozatos munkájukkal sikerült erős budapesti és esztergomi házat szervezni. A rend tartományközpontja újra Esztergom lett Magyarországon. Ez egyben a legerősebb közösség is, mely be tudta tölteni régi zárdaépületét, és több mint félszáz szerzetesnőt tömörít a  Pázmány Péter utca 18. szám alatti rendház. A rendház közvetlen szomszédságában középiskolát, óvodát és általános iskolát
működtetnek.
Szatmárnémetiben, az anyaház körül is újjáalakult a rend, de kevesebb fiatallal. A régi hatalmas zárdaépület(ek) betöltésére esély sem volt, ezért azt (azokat) nem igényelték vissza. Helyettük új zárdát építettek (Wolfenbüttel utca 32.), mely jóval kisebb, de annál korszerűbb, modern épület. Ma ez a rend központi háza (23 nővér él itt jelenleg), a rend általános főnöknője viszont nem költözött ide. Szlovákiában maradt (nem is beszél magyarul) és onnan irányítja a rendet, a szlovák tartományközpontból.
A hatalmas generációs különbség az oka annak is, hogy a szatmári tartományközpontba Szlovákiából kellett tartományfőnöknőt hívni, mivel a szatmárnémeti nővérek vagy túl idősek, vagy túl fiatalok ilyen tisztség betöltéséhez (pont az a generáció hiányzik - a kommunizmus miatt -, amely elég tapasztalt már egy ilyen komoly feladathoz, de még nem annyira idős, hogy egészsége ne bírja az ezzel járó megterhelést).
A szatmári anyaház lett az erdélyi rendtartomány központja is az ujjáalakulás után.

## Jelenleg
A Szatmári Irgalmas Nővérek, számos veszteségük ellenére, ma is jelentős rendként vannak jelen a világban.
Romániában, Magyarországon, Szlovákiában, Ukrajnában és Olaszországban összesen mintegy 400 tagja él.
A rend mai vezetői:
- Általános rendfőnöknő: M. Ignacia Hrinova, Szlovákia, Rózsahegy általános központ.
- Erdélyi tartományfőnöknő: Szabó M. Rita, Románia, Szatmárnémeti tartományközpont.
- Magyarországi tartományfőnöknő: Veszely Zsuzsanna M. Caritas, Magyarország, Esztergom tartományközpont.

Munkájukat megnehezíti, hogy az időseknél jóval kisebb számú fiatalok elsősorban saját idős nővéreiket kell, hogy gondozzák (hatalmas a generációs különbség, mivel a kommunizmus alatt nem vettek fel új nővéreket). E mellett a szociális és gyógyító munkával foglalkoznak.
Jelmondatuk: ALÁZATOSSÁG, EGYSZERŰSÉG, SZERETET.